# الاعتدال قائما
الاعتدال قائما هو مثول بالشخص والقلب بين يدي الله عز وجل تنبيها على إلزام القلب التواضع والتذلل والتبرؤ عن الترؤس والتكبر، مع ذكر خطر القيام بين يدي الله عز وجل في هول المطلع عند العرض للسؤال، واعلم في الحال أنك قائم بين يدي الله عز وجل وهو مطلع عليك، فقم بين يديه قيامك بين يدي بعض ملوك الزمان إن كنت تعجز عن معرفة كنه جلاله .

## انظر ايضّا
- أركان الصلاة
- القيام في الفريضة مع القدرة
- النية
- تكبيرة الإحرام
- قراءة الفاتحة
- الركوع
- السجود
- الجلوس في الصلاة
- الطمأنينة
- التشهد الاخير
- السلام